# Јошито Окубо
Јошито Окубо (јап. 大久保 嘉人; 9. јун 1982) јапански је фудбалер.

## Каријера
Током каријере је играо за Серезо Осака, Мајорка, Висел Кобе, Волфсбург, Кавасаки Фронтале.

## Репрезентација
За репрезентацију Јапана дебитовао је 2003. године. Наступао је на два Светска првенства (2010. и 2014. године). За тај тим је одиграо 60 утакмица и постигао 6 голова.

## Статистика
| Јапан  | Јапан   | Јапан  |
| Година | Наступи | Голови |
| ------ | ------- | ------ |
| 2003.  | 14      | 0      |
| 2004.  | 3       | 0      |
| 2005.  | 2       | 0      |
| 2006.  | 0       | 0      |
| 2007.  | 2       | 2      |
| 2008.  | 12      | 3      |
| 2009.  | 9       | 0      |
| 2010.  | 11      | 0      |
| 2011.  | 0       | 0      |
| 2012.  | 1       | 0      |
| 2013.  | 0       | 0      |
| 2014.  | 6       | 1      |
| Укупно | 60      | 6      |